# 第61魔法分隊
第61魔法分隊（だい-まほうぶんたい）は、伊都工平のライトノベル。イラストは水上カオリ。電撃文庫（メディアワークス）より2001年9月から2004年4月まで全5巻が刊行された。

## 概要
著者である伊都工平のデビュー作品。技術の発達により魔法不要論が出始めた魔法国家「ギースニデル王国」を舞台に、「第61魔法分隊」の隊員達の活躍を描くファンタジー作品。題名に「魔法」とついているが、この作品における魔法は、一般ファンタジー作品における神や悪魔、精霊などといった神秘の象徴がもたらす不可思議な現象ではなく、法力と呼ばれるエネルギーを利用する一種の力学・物理学的なものである。この「魔法」は決して万能のものではなく、その活用法も限られており、劇中においては研究・解明され尽くし「行き詰った」技術として描かれている。こうした魔法の理論は物語における重要なギミックを担っており、そのため本文中の記述の他、一部巻末には魔法に関する用語や、魔法によって起こる現象の図説資料が掲載されているなど、その設定は非常に細かい。
また伊都は1巻のあとがきで「当初物語の方向性として目指したのはハードな警察モノ」と述べており、タイトルの由来もエド・マクベイン著の警察小説「87分署シリーズ」から。ギースニデル王国が推進する凍土緑地化計画、通称『ベルマリオン計画』と、それに関連する各組織や国家間の思惑や策謀によって引き起こされる事件がストーリーの大きな軸となっている。各所にコメディタッチなシーンや言い回しも散見されるものの、陰謀、裏切り、そして死といったハードな部分も多く描かれるダークファンタジーの要素が強い。
全5巻となるシリーズにおいて61分隊のメンバーが入れ替わりで主人公を務めていくのも特徴で、それぞれの主人公の影となるような人物も登場する。各キャラクターの成長や愛憎渦巻く人間模様を描きつつ、それぞれの登場人物の視点から王国各地で発生する様々な事件を描くことでストーリーの全体像を見せる群像劇的な手法で描かれている。

## あらすじ
王都から異動により、のどかな田舎町へやって来た一等契法士ロギューネ。
街の治安を守る61分隊に副隊長として着任する彼を待っていたのは、つかみどころのない隊長ニルスをはじめ、性格が正反対のシュナーナとデリエル姉妹、謎の生物を肩に乗せたキキノといった奇妙な面々。そして、穏やかな町での、一見退屈な勤務だった。
しかし、その背後では、王家と議会の『凍土緑地化計画』が着々と進みつつあった。やがてくる町の破局。そして、それぞれの過去と、町に隠された秘密が、明らかになっていく……。[1巻折り込みより]

## 組織
ギースニデル王国
法士府という特異な組織を持つ本作の舞台となる王国。他国に無い契法士により永年優位を保ってきたが、その分通常の軍事技術においては他国に大きく差をつけられている。
法士府
ギースニデル王国の契法士が所属する組織。ファルマス地方法士府など、大都市に存在する地方法士府を拠点に各町に分隊を配置し各地の治安維持に努めている他、法術研究の要でもある。かつては魔法軍として国軍に属していたが、バーゼンとの戦争状態の解除に伴い国軍から分化した。
カリス教団
現世の苦しみから解放される＝死を与えることを教義として掲げるギースニデル王国内のテロリスト集団。
教祖バートラド・カリスは精神錯乱に苦しむ仲間たちを見て「死による解決」の必要性を知り、それを担う必要悪として教団を起こしたが、2代目は思想を忘れたため主義を失った暴力集団となった。
元契法士が多かったり、外国の装備を供給されていたりして侮れない戦力を持つ。エルゲンスが私兵として飼っていたと思えば司法府長カインベルの走狗と化した。
青旗会
対カリス教団、対エルゲンスのために組織された組織。
母体は観察庁第2種攻衝課。リーダーはクリフト・セイデン。
法士府（エルゲンス）がカリス教団と繋がっているため、対カリス教団でもっとも活躍している組織。評判も悪くなく彼らを正義とする人々も少なくない。

## 登場人物
第61魔法分隊
ロギューネ・リーベルタ
辺鄙な田舎町カーライルに左遷されてきた61分隊副隊長。一等契法士。20歳。
正義・愛・勇気に溢れた明るく優しい熱血漢だが、肝心なものが足りていない2枚目半。
カーライルにやってきて早々に出会ったシュナーナに一目惚れし、熱烈なアタックを繰り返している。
契法士としての能力は高く、経験も豊富。高い身体能力による戦闘術と、有事の状況判断・決断力に優れている他、呪文を周囲の法力分布に合せて最適化させ、通常より高速かつ高圧で法力を充填する「圧縮詠唱」と呼ばれる独創魔法を修得している。
長司杖の携帯が許される一等契法士ではあるが、普段はカスタムした中司杖を使用している他、両親から就職祝いにもらった、家が建つほどの高級品である特別な長司杖の2本を所持している。
以前は王都の法士府本部における情報機関、観察庁の第2種攻衝課と呼ばれる実働部署に所属していたエリートだったが、心酔していた直属の上司、監察庁長官エルゲンス・ローデルの法に背いた行いを糾弾しようとし、逆に陥れられてしまう。
その結果、ロギューネの両親は犯罪者としての汚名を着せられた後に処刑、ロギューネ自身も最終的に左遷されてしまうことになった。
そのためカーライルに来てからも表面的には陽気に振舞いつつも、内では自失と空虚感を抱え続けている。
しかしカーライルでのシュナーナやデリエル、キキノらとの出会いや、仇敵であるエルゲンスと再び対峙したことを経て、王都への帰還を決意。
王国に蠢く陰謀を巡る戦いに身を投じ、また自分の過去とも向き合っていくこととなる。
1巻及び最終巻となる5巻で主人公を努める。
シュナーナ・グリックシュテン
61分隊勤務の一等契法士。21歳。街の名士であるグリックシュテン男爵の令嬢で分隊一の常識人かつ苦労人。愛称は「シュナさん」。
清楚でおしとやかで聡明、家庭的かつ綺麗好きな美人と実にお嬢様然とした性格・容姿をしているが、一度こうと決めたら譲らない頑固な一面も持っている。
恋愛に関しては奥手で、ロギューネとは悪くない雰囲気になりつつも、なかなか進展しない。
またデリエルの姉であるが、姉妹仲はあまり良好とはいえない状態である。
幼少期には暴れ牛の暴走に巻き込まれ、生死の境をさまよった経験があり、そのことは今でもトラウマになっている。
契法士としては特別戦闘に秀でてはいないものの、法力治癒に関しては一流の知識と技術を有している。

人当たりがよくお人良しの根から善人であり、誰もが幸せであればいいという理想を抱いていたが、ある時、自分が「妹」であるデリエルを抑圧してしまっていることに気づいて以来、
どこかで他人を犠牲にしているという負い目と、その事に対して無力な自分に対する諦念を抱えながら、状況に流されるままに生きてきた。
ロギューネに対しても、彼のどこか空元気を振りまいているような様子に気づきつつも、その事情に踏み込めずに居た。
しかし表面的には平穏だった日常がカリス教団の襲来によって決定的に崩れてしまう中で、そんな今までの自分と訣別することを選ぶ。
そしてカーライルの事件の後は、ロギューネらと共に、自分に出来ることを探すため、動乱の王都へと旅立った。
主人公を務める3巻では、カリス教団への対応へ奔走するロギューネらとは別に教団に対する独自調査を開始。その粘り強さと聡明さにより、ついにカリス教団の「真実」へとたどり着く。
デリエル・グリックシュテン
61分隊隊員でシュナーナの妹である16歳。ぼさぼさで整えていないショートカットと眼鏡が特徴。従来より三年早く、一等契法士の資格を手にした秀才であり、以後も魔法の研鑽に余念のない努力家でもある。
姉とは正反対で可愛げや素直さがなく、キツい性格をしている。また理知的な見た目に反して短気であり、思いついたら即行動の人。
姉のシュナーナとは折り合いが悪く、ことあるごとに反発したり、棘のある物言いをする。
左遷されてきたロギューネに対しても憎まれ口が尽きないが、唯一、同い年で親友のキキノには全てではないにしろ、自らの心情を素直に吐露する場面も見られた。
所持する長司杖は田舎の治安維持には場違いな重量級「砲撃戦仕様」にカスタムされており、グリックシュテン家に伝わる文献を紐解いて編み出した独創魔法であり超高出力の法力弾「神霊弾（ラトサムブルト）」を操る。:
世間的にはシュナーナの妹とされているが、家系の断絶を危惧した父、グリックシュテン男爵により生み出されたシュナーナの複製体（クローン）。
年齢が若いこと以外はほとんどシュナーナと変わらない肉体･容姿をもち、趣味や嗜好もほとんど同じ。そのため成長して自身の存在を理解した後は、自身の「未来の姿」そのものであるシュナーナの存在に苦悩する。
以降、自らの本心や性分を隠し、姉から離れ別の人間であろうと自らに課してきた。ぼさぼさの髪も、本来かける必要のない伊達眼鏡も、シュナーナから離れるためのものだった。
新たに分隊の一員となったロギューネにも、姉同様、惹かれるものを感じつつも、屈折した感情から喧嘩相手として接し続けていたが、そんなロギューネの凄惨な過去を知り、衝撃を受ける。
陽気さという仮面を外したロギューネの態度に、デリエルは今までのような関係に戻れないことを悟ると、自分の秘密と、秘めていた想い、そして訣別を告げた。
その後のカリス教団によるカーライル襲撃では、ロギューネの指示を無視し、単身で襲撃の首魁であるエルゲンスへと対峙。
自らのアイデンティティーとして積み上げてきた魔法の技を全てつぎ込みエルゲンスに挑むも、その強さの前に完敗。
重傷を負うが、その後にデリエルを気遣うシュナーナとのやりとりの中で、不完全ながらも姉に対する鬱屈した想いと自らのコンプレックスを捨て去るのだった。
主人公を務める2巻では1人残されたカーライルの町で61分隊の隊長代理として治安維持にあたっていたが、
カリス教団によって壊滅した隣町の被害と自らの無力を目の当たりにし、「契法士としての自分に何が出来るのか」、その答えを捜し求め、1人カリス教団の追跡調査を開始。
そしてその道中で、セレン・コーコルテルトを名乗る少女と運命的な出会いを果たす。
キキノ・クローク
61分隊所属の契法士。16歳。歳の割に幼い外見をしており、性格も素直で喜怒哀楽のわかりやすい、普通の少女。将来の夢は「嫁」
「ウィミーさん」と呼ばれる水の精霊をいつも肩にのせている。3種類くらいの意味で、分隊中もっとも理不尽な存在だが、本人にその自覚は無い。
亡くなった前61分隊長ジェイス・クロークの孫娘であり、現隊長ニルス・コーコルテルトとは従兄妹の間柄で、兄さんと呼んで慕っている。
グリックシュテン姉妹とも仲が良く、特に同い年のデリエルとは親友の間柄だが、ある時期から険悪になってしまった姉妹の仲を心配している。
法士院には通っておらず、契法士としては見習いも同然の三等契法士。体質的に5行以上の風属性詠唱ができないなど最低限の能力しか有していないが、かわりに肩にのせているウィミーさんが法力展開を張ってサポートをしてくれるらしい。
実は、監察庁長官であるエルゲンス・ローデルの一人娘であり、本名はキキノ・ローデル。
4歳の頃に幼少期に両親と共に訪れた式典で境面臨界現象による魔法事故に遭ったが、共に居た母ナンナのとった行動により奇跡的に生還。
しかし凄惨な事故のショックから心を閉ざしてしまい、その治療のために母ナンナと当時の61分隊長であったジェイスによって偽りの記憶を与えられていた。
以後は周囲の優しい嘘に守られ、自らの本当の出自や「ウィミーさん」のことを何も知らぬまま、カーライルの町で平和な生活を送っていたが、
実父であり死亡したと思い込んでいたエルゲンスと偶然の再会を果たしたことがきっかけで真実を知り、徐々に本当の記憶を取り戻して行く。
そしてカーライルの事件の後は、父の非道な行いを自らの目で見極めるために、ロギューネらと共に王都に旅立つ。
肩に宿した「ウィミーさん」に常に法力を供給し続けなければならないが故に本人の詠唱能力は制限されているが、本来は一等契法士としての能力を有しており、有事においては親譲りの才能の片鱗を見せる。
王都についてからは青旗会を束ねるクリフトに師事して知見を深めていたが、自身が主人公となる4巻では、父であるエルゲンスをより近くで見極めるため、その膝元である観察庁に身を置くことになる。
ウィミーさん
キキノの肩にいつも乗っている、物言わぬ「水の精霊」。顔のあるタマゴ状のぷるぷるした球体の姿をしている。
キキノの肩から離れることは出来ないらしく、ドアなどにひっかかると無尽蔵に伸びてゆく。
法力障壁を展開能力する能力を有しており、キキノからは頼りにされている。
その実態は、禁止器「転置器」によって生きた人間が姿を変貌させた「法力精神体」と呼ばれる存在であり、宿主であるキキノから法力供給を受け続けることで存在が維持されている。その前身となった人物はキキノの母であるナンナ・ローデルである。
法力精神体となった今もナンナとしての記憶や人格を失ってはおらず、物言わぬ水の精霊を演じつつ、もはや一蓮托生の存在となったキキノのことを傍らで見守り続けてきた。
おっとりとした女性的な口調で喋るが、法力精神体になったことによりその声は生前のものではなく、宿主であるキキノのものとなってしまっている。
キキノが父であるエルゲンスと対面し記憶を取り戻したことにより、生前を模した人型の形状にその姿を変え、キキノらの前で真実を語った。
以後はその能力で未熟なキキノをサポートしていくものの、人間として娘や夫を支えることができないことにもどかしさを感じている様子も窺える。
ニルス・コーコルテルト
61分隊の隊長を努める一等契法士。25歳。飄々としてつかみどころのない、とぼけた性格をした長身の優男。
前隊長ジェイス・クロークの孫であり、キキノとは従兄弟の間柄である。肉体労働は苦手と称し、もっぱら事務仕事担当。
現場でも副隊長として赴任してきたロギューネに指揮を委ねるなど、よく言えば柔軟であり、悪く言えばやる気のない部分が目立つ。
のらりくらりとした性格とは裏腹に契法士として確かな実力をもっており、長司杖による槍術と法力打撃による体術を組み合わせた一連の技を得意とする。
実はニルス・コーコルテルトというのは偽名。本名ダリエス・ゲリル・ギースニデル、王国の第3王子であり王国軍人。
凍土緑地化計画の鍵となる魔導器の駆動法石を「遺跡」から持ち帰る任務を帯び、カーライルの町に派遣されてきた。
前隊長ジェイスの孫やキキノの従兄弟を演じていたのは、病床のジェイスに後見人としてキキノを託されたためである。
決断力に欠ける性格上、国内外において様々な問題をはらむ凍土緑地化計画の推進に関してためらいを抱いており、カーライルの閉鎖的な環境を利用して任務の遂行を先延ばしにしつつ、ニルスとしてキキノの従兄弟、そして第61分隊長を演じ続けていた。
後に正式な隊長としてロギューネが赴任してきたのを、書類の改ざんによって一度は誤魔化したものの、カリス教団による町の襲撃など急変する事態に潮時を感じ、隊員たちに黙って町から姿を消す。
その後、カーライル襲撃の際には再びロギューネらの前に現れ、町とキキノを守るためにかつて師事したことのあるエルゲンスと刃を交えた。
カーライルの事件の後はロギューネらと共に王都への岐路につき、国軍へと復帰。
以後もその迷いは晴れずに居たが、そんなニルスの内心とは関係なく進展していく事態の中で、否応なく王族としての重責を担わされてゆくことになる。
法士府観察庁
エルゲンス・ローデル
法士府内で最も強い権限を持つ情報組織、「観察庁」のトップであり、ロギューネの元上司。
自身が集めた「有効な」人材によって第2種攻衝課という直属部隊を組織し、腐敗した法士府内部の不正を次々と摘発し改革を実行するなど有能な役人であり、部下からの信望も厚い。
王国が凍土緑地化計画を強行しようとしていることに対して強い危機感を抱いており、本来は取り締まるべき存在であるカリス教団を裏取引によってその手中に収め、教団を使った計画妨害のための数々の破壊活動を画策する。
目的のためには手段を選ばず、またそれを貫徹する強い意思を持っており、部下であったロギューネらの反発にはその両親を無実の罪で公開処刑してしまうなど、冷酷な一面を持つ。
契法士としても非常に有能であり、攻防一体の円槍系法力障壁である独創魔法「角尖壁（ホルスアベリル）」を操る。
壮年～中年といえる年齢でありながら、模擬戦において実力者揃いの第2種攻衝課のメンバー全員をたった一人で相手にして勝利を収めるなど、破格の戦闘能力を有している。
実は61分隊に所属するキキノ・クロークの実父。本来は家族想いで穏やかな人物であったことが過去の回想から窺える。
また過去にダリエス第3王子の教師を務めたこともあり、王家と関わりをもつと出世できないという事情や、法士府組織内の腐敗に対して嫌悪感を抱いてゆくゆくは辞職することを考えていたが、
12年前の事故で家族を失ったことによりその態度を一変。以来、事故の原因となった境面臨界現象の兵器転用を防ぐために全てを懸けてきた。
凍土緑地化計画に対する非人道的な妨害活動もそうした事情に基づくものであり、死んだと思っていた妻ナンナと娘キキノにカーライルで再会を果たした後も、その信念を覆すことは無く、自らの道を進む。
メリア・セミリア
第2種攻衝課の現課長。ロギューネらの元同僚でもあり、同僚達がエルゲンスのやりかたに反意をもち離れて行く中でただ1人エルゲンスの元に残った。
エルゲンスの腹心であり、その行動を信じつき従いつつも、そのやり方に心を痛めている。クリフトいわく「真面目過ぎる」性格の持ち主。
やや男性的な口調で話すが、実際は女性的な細やかな気配りができる人物。
青旗会
クリフト・セイデン
カリス教団に対抗するために王都を中心に活動する地下組織「青旗会」の会主。短い銀髪に眼鏡をかけた理知的な青年。24歳。
ロギューネの元同僚であり、第2種攻衝課に所属していたが、エルゲンスのやり方に反発し法士府を離反。
全国指名手配の身の上になりつつも、「青旗会」を立ち上げ、仲間達と共に独自にカリス教団の調査と取り締まりを行っている。
没落した貴族、セイデン子爵家の血筋であり、そういった経歴から独自の人脈と深い教養を持つ。王都にきたキキノに対しての教師役も勤めた。
またほぼ個人的な趣味として魔法杖の設計も得意としており、3本の杖身をもち制圧射撃を行える自らの杖「三身杖」や、ノーアスの「振腕杖」など独創的な魔法杖の数々を設計し、仲間に供与している。
論理的・合理的な思考や言動をするために冷徹に見える面もあるが、性根の部分ではお人好しであり、正義感も強い。
状況を先読みする戦略眼や智謀に長け、教団による襲撃に先んじてロギューネをカーライルの町に隊長として送り込んだのもクリフトの手腕によるもの。
後に自らもカーライルに訪れ、ロギューネらと共に教団の襲撃に対して奮戦した。
カリス教団の大導師ザイザスは叔父にあたり、その一派が力を増していることに危機感を覚えているが、慢性的な人員不足で後手後手にまわってしまっている。
ノーアス・レオルド
観察庁時代からのロギューネらの同僚で、「青旗会」の幹部である契法士。23歳。
クリフトが「青旗会」を立ち上げたのに応じ、自身も観察庁を辞めて参加する。
女性だが、女らしからぬ逞しい長身と体力を備えており、普段からトレーニングに余念がない。
性格も男勝りで、なんでもはっきりと言う性分だが、気風がよく面倒見もよいため人望も厚い。
戦闘においても率先して前に立ち、金属製の巨大腕甲型魔法杖「振腕杖」を自在に操り戦う女傑で、クリフト不在の際には王都で会を支える。
青旗会に参加したのは、カリス教団への対抗の他に、とある個人的な事情がある。
ケッセル
元第2攻衝課のメンバーであった一等契法士。故人。
観察庁を辞めたクリフトの元に真っ先に駆けつけ、「青旗会」として活動していた。
ロギューネやクリフトを後ろから支える優秀な契法士だったが、カリス教団の襲撃からとある村を守るために戦い、命を落とす。
マキセン
元第2攻衝課の課長だった一等契法士。故人。
同僚であったクリフトとともに青旗会で活動していた。
カーライルの隣町、ウリカスの町でカリス教団の襲撃に備えるも、現地の62分隊のメンバーらと共に戦死する。
水都ファルマス
セレン・コーコルテルト
単独でカリス教団の追跡を始めたデリエルがサテリの町で出会う自称・旅行少女。14歳。宿で偶然相部屋になった縁からデリエルに同行し、戦下のファルマスを訪れる。
携帯する弦楽器・ヴィオローネの演奏技術はプロ並であり、身に着けた上等な衣服などからも上流階級の人間であることが窺える。
性格は気ままで奔放、培ってきた一瞬のひらめきを大事にするタイプ。好奇心も旺盛でデリエルらを振り回すが、時折見せる大人びた台詞や芯の強さがアンバランスな少女。
その正体は、王国の第一王女であるセレイス・ゲリル・ギースニデル。同じくコーコルテルト姓を名乗っていた第3王子ダリエスと面識のあるデリエルはすぐその正体に気づいていた。
とある事情から、王都を離れて自分の目で王国内を見て回ることを望んでいる。身体を患っており、時折侍女のラシスタに用意してもらった薬を服用している。
ラシスタ・カローメゼ
セレンに付き従う若き侍女。北方五国の1つ、ブーメン共和国の出身の人間で、淡い金髪と白い肌が特徴。なぜか男性名であるラシスタを名乗っている。22歳。
セレンの世話役兼護衛でもあり、武術の達人。先端に火薬入りの矢じりを備えた火薬弓を用いて戦う。
落ち着いた丁寧な物腰ではあるが、主であるセレンを守ることに命を懸けており、その危機に際しては周りが見えなくなることもある。
ファルマス地方法士庁
トーマ・ユーシリン
水都ファルマスの第12分隊の元隊長を務めていた男性。一等契法士。32歳。
長身でがっしりとした体格をしているが、性格はいたって温厚でお人好し。一回り以上年下であるデリエルに対しても敬語で話すなど、丁寧な物腰をしている。
ファルマスがカリス教団によって襲撃・占拠されたのをきっかけに契法士を辞め、職探しと自分探しの旅に出ていた所をデリエルと出会う。
飛来する砲弾を連続で撃ち落すなど、卓越した法力射撃の腕の持ち主。
ルッシュ・マイテルカ
第12分隊の現隊長。20歳。元はただの分隊員だったが、人材不足のため二等契法士の身でトーマの後任として隊長を勤めている。
自分の能力が追いつかない状況の中で、酒浸りの日々を送っていた所をファルマスを訪れたデリエルによって鉄拳制裁される。
悪ガキがそのまま大人になったようなタイプで、口が悪く、軽薄で卑屈な部分もあるが頭の回転は悪くない。
面倒見の良い部分もあり、独走しがちなデリエルや辞めてしまったトーマに対しても悪態をつきつつ何かと気にかけている。
レキン・セルシオネ
ファルマス地方法士庁のトップであり、司法執行部の議長を勤める50歳前後の女性。
評議会メンバーの中では若輩だが、教団によるファルマス襲撃という非常事態に毅然とした態度で臨む。
結婚を控えた一人娘がいたが、この襲撃によって亡くしている。
デムリア・グリックシュテン
カーライルの地方貴族、グリックシュテン家の当主で男爵位を持つ。シュナーナとデリエルの父親で、病死した前61分隊長ジェイス・クロークはかつての部下であり友人だった。
白髪と白髭を蓄えた温和な人柄だが、有事の際には厳しい一面を見せることのある初老の男性。
法士府の高官であったが現在は引退している。しかし凍土緑地化計画によって人材が不足した水都ファルマスに補充として出向。
ファルマス法士庁で議長であるレキンを補佐次官として支えている。
カリス教団
ザイザス・セイデン
オニル・セイドバン
バートラド・カリス
法士府
カインベル・デム

ダーマ・シュトス

ウェル・マーカスト

バンズ・ガトルバド

ワグラン

モリス

アーガス・メルデス

ブリック・コデール
王都の住民
ミッシ・ミングス
王都にきたシュナーナとキキノが住み込みで働く、大衆食堂「陽森亭」の店主。朴訥として無愛想だが、店の料理は旨い評判。
ワイト
「陽森亭」の常連客である酒好きな老人。先の帝国との戦争での従軍経験があり、その体験をシュナーナに語って聞かせる。
王家
ゴンドー・ゲリル・ギースニデル

ガーレイ・ゲリル・ギースニデル

メルージ・ゲリル・ギースニデル

王国軍
ゴードン・マイス

## 事件
マルスカームの戦い
49年前、国内の統率を欠いたバーゼン帝国は、その支配力強化のためギースニデル王国王都への電撃的な侵攻を行った。名将キパール率いる十万の軍勢は国境に配置されたギースニデル王国軍二万を一蹴、王都への電撃的な侵攻を進めたが辺境都市マルスカームの守備隊三千を突破できず、駆けつけたギースニデル軍に包囲、殲滅された戦い。この戦いに敗北したことでバーゼンでは革命が起き、皇帝は処刑、帝国は崩壊した。
ファルマス戦
水都ファルマスを賭けた、ファルマス地方法士庁を中心とした分隊間連合とザイザス率いるカリス教団の駆逐艦8隻の戦い。戦闘指揮を担当したルッシュ・マイテルカの正確な指揮により分隊間連合は次々と駆逐艦を撃沈するが、ザイザスによって強奪された要塞艦3隻の増援により撤退を開始、指揮艦ナイムメックから放たれた契法士の法力に誘導され障壁を貫通する好法合金弾により撤退時にも多くの犠牲を払った。敗北した分隊間連合はファルマスから一時撤退する。
撤退から一時間後、分隊間連合はレキン議長の海蛇作戦により要塞艦3隻を大破させ、デリエルの砲撃によりナイムメックを撃破。2人に1人が死ぬような地獄のような戦場だった。

## 既刊一覧
- 伊都工平（著）・水上カオリ（イラスト） 『第61魔法分隊』 メディアワークス〈電撃文庫〉、全5巻
  1. 2001年9月10日発売[1]、ISBN 978-4840218955
  2. 2002年4月10日発売[2]、ISBN 978-4840220767
  3. 2002年11月10日発売[3]、ISBN 978-4840221955
  4. 2003年7月10日発売[4]、ISBN 978-4840221955
  5. 2004年4月10日発売[5]、ISBN 978-4840221955